# Pietrapaola
Pietrapaola – miejscowość i gmina we Włoszech, w regionie Kalabria, w prowincji Cosenza.
Według danych na rok 2004 gminę zamieszkiwały 1232 osoby, 23,7 os./km².

## Współpraca
- Warstein, Niemcy